# Baubiologie
 (décembre 2019).

Assainissement d’un bâtiment sujet à l’envahissement par des moisissures. La qualité de l’air intérieur est un des principes de la baubiologie.

La baubiologie (prononcé [baʊbjɔlɔʒi] à la française ou [baʊ̯ˌbioloˈɡiː] à l'allemande ; néologisme issu de l'allemand bau, « construction », et du grec bios et logos) est une discipline universitaire d'origine allemande qui concerne la conception et la réalisation de bâtiments et d'aménagements écologiques et biologiques mettant en œuvre les connaissances et techniques adéquates. Il s'agit d'un prédécesseur de l'écoconstruction. Cette discipline applique une méthode pour tenter de rendre les logements sûrs et sains. Les praticiens étudient comment l'environnement des bâtiments peut affecter la santé des occupants. Les domaines importants de la baubiologie sont l'étude des matériaux utilisés, des champs électromagnétiques, des rayonnements, et de la qualité de l'air intérieur.
Selon le Building Biology Institute (BBI) et l'Institute of Builiding Biology + Sustainability (IBN), 25 principes gouvernent les décisions des baubiologistes. L'IBN classe ces principes en cinq catégories : le climat intérieur, les matériaux de construction et l'aménagement intérieur, la décoration intérieure et l'architecture, l'environnement, l'énergie et l'eau, et l'habitat écosocial.

## Origine du terme
Baubiologie est un terme d'origine allemande, inventé en 1969 en Allemagne par le professeur Anton Schneider, fondateur de l'Institut de Baubiologie et d'Écologie de Neubeuern (en allemand : Institut für Baubiologie + Ökologie) ou IBN. Anton Schneider, en utilisant des radicaux polysémiques pour construire son néologisme, met en avant la vision globale qu'il souhaite pour la baubiologie :
- Bau- : maison, peau, chez-soi ; habitat, appartement, habitude, sécurité ; cabane, refuge, chapeau, garder ; tanière ;
- -bio- : vie, force de vie ; lié à la nature, monde animé ;
- -logie : parole (de dieu, jugement), création (force créatrice), énergie, incarnation, matérialisation ; raison mondiale, ordre mondial, harmonie, santé, vitalité ; univers, globalité ; culture, unité (esprit-âme-corps).

## Objectif
La baubiologie vise à « bâtir et habiter sain ». Pour ce faire, l'approche de la baubiologie se fonde sur une étude globale des interrelations physiologiques, psychologiques et physico-techniques et l'interaction entre l'œuvre (ou aménagement) bâti, l'utilisateur (ou habitant) et son environnement.
Les règles de base de la baubiologie trouvent une application concrète dans la construction d'habitations, d'écoles, d'hôpitaux et de crèches.

## Formation, diffusion
L'institut de baubiologie propose des formations à distance.
L'institut de baubiologie de Neubeuern s'est diffusé et a créé des filiales à Strasbourg en France, en Espagne, en Autriche, en Suisse, au Royaume-Uni. L'institut allemand est dynamique, fait de fréquents forums, propose des cours, formations et certifications et autres événements pour la promotion de la baubiologie et de l'écoconstruction.

## Effet d'une mauvaise construction
Après la Seconde Guerre mondiale, de nouveaux bâtiments ont été rapidement construits en Allemagne, pour accueillir la population croissante. Des études sur ces nouveaux bâtiments ont trouvé une explication à certaines maladies apparaissant avec un schéma inhabituel. La construction trop rapide des bâtiments avait empêché les matériaux de dégager divers composants volatils, comme les composés organiques volatils (COV), et ces COV affectèrent les habitants.
Après plusieurs campagnes de mesures, des valeurs de précautions concernant plusieurs facteurs sont calculées. Ces valeurs, compilées dans un guide, concernent les COV, les ondes (champs électriques, magnétiques, radioactivité, bruits...), les pesticides et les champignons. Ce guide recommande des seuils à ne pas dépasser pour les zones de repos, où l'on est le plus sensible et où l'on passe beaucoup de temps.

## Les 25 principes de la baubiologie

### Climat intérieur
- Réduire les substances polluantes et irritantes et amener suffisamment d‘air frais
- Éviter la présence de moisissures, levures et bactéries toxiques, ainsi que la poussière et autres allergènes
- Utiliser des matériaux avec une odeur neutre ou agréable
- Minimiser les champs électromagnétiques et les ondes radioélectriques
- Préférer la chaleur rayonnante pour le chauffage

### Matériaux de construction et aménagement intérieur
- Utiliser des matériaux naturels, non toxiques et avec le moins de radioactivité possible
- Bien proportionner l'équilibre entre l‘isolation thermique, l'accumulation de chaleur et les températures de surface et d'air intérieur
- Utiliser des matériaux hygroscopiques
- Minimiser la teneur en humidité dans la nouvelle construction
- Optimiser le confort et l'isolation acoustiques des espaces (y compris les infrasons)

### Décoration intérieure et architecture
- Faire attention aux proportions et aux formes harmonieuses
- Stimuler les perceptions sensorielles telles que vision, ouïe, odorat et toucher
- Favoriser les conditions de lumière et les couleurs naturelles, utiliser des lampes sans scintillement
- Appliquer les connaissances physiologies et ergonomiques
- Promouvoir la culture architecturale et artisanale régionale

### Environnement, énergie et eau
- Minimiser la consommation d'énergie et utiliser des sources d'énergie renouvelables
- Éviter les effets négatifs sur l'environnement lors de la construction ou la rénovation
- Économiser les ressources naturelles, protéger la flore et la faune
- Favoriser les méthodes de construction régionales, choisir les matériaux et circuits économiques avec le meilleur bilan écologique possible
- Veiller à la qualité optimale de l'eau potable

### Habitat écosocial
- Concevoir l'infrastructure avec une bonne mixité d'utilisations : réduire les distances vers le lieu de travail, les transports en commun, les écoles, les magasins, etc.
- Concevoir un espace d'habitat qui réponde aux besoins humains et protège l'environnement
- Prévoir suffisamment d'espaces verts dans les zones résidentielles rurales et urbaines
- Renforcer l'autosuffisance et l'approvisionnement de proximité, intégrer les fournisseurs et réseaux de service régionaux
- Choisir des sites de construction de préférence non contaminés par des résidus nocifs, des sources de rayonnement, des émissions polluantes et du bruit